# 104
Aquesta pàgina és per a l'any. Per al nombre, vegeu cent quatre.

## Esdeveniments
- Incendi a Roma.[1]
- Construcció d'un pont de pedra de més de 1000m al Danubi
- Comencen a edificar les termes de Trajà[2]